# Dengta
Dengta (灯塔 ; pinyin : Dēngtǎ) est une ville de la province du Liaoning en Chine. C'est une ville-district placée sous la juridiction administrative de la ville-préfecture de Liaoyang.

## Démographie
La population du district était de 497 509 habitants en 1999.